# 何塞·華金·特雷霍斯·費南德斯
何塞·華金·特雷霍斯·費南德斯（西班牙語：José Joaquín Trejos Fernández，1916年4月18日—2010年2月10日）是哥斯大黎加政治人物，出生於首都聖荷西，於1966年哥斯大黎加大選後擔任哥斯大黎加總統至1970年。